# Egle Marini
Egle Marini (Pistoia, 27 febbraio 1901 – Viareggio, 6 ottobre 1983) è stata una pittrice e poetessa italiana.

## Biografia
Sorella gemella dello scultore Marino Marini, nasce da Guido Marini (disegnatore autodidatta) e da Bianca Bonacchi, entrambi benestanti. Proprio con il fratello comincia a frequentare nel 1917 il Regio Istituto di Belle Arti di Firenze, seguendo le lezioni di Galileo Chini. Lavora intensamente alla pittura per tutti gli anni '20. Nel 1924 - quando Marino ritorna dal servizio militare - allestiscono uno studio a Firenze, insieme all'amico pittore Alberto Giuntoli. Intanto insegna a Pistoia in un convento di monache e partecipa nel 1928 alla Prima mostra provinciale di pittura di Pistoia, esponendo dieci opere. Nel 1931 il suo dipinto Figura in bianco viene acquistato dalla Galleria d'Arte Moderna di Palazzo Pitti. Dopo un lungo fidanzamento, nel 1932 sposa Alberto Giuntoli. Nel 1936 arriva la fama: partecipa con un olio su cartone (Giovane donna con tralcio fiorito di caprifoglio) alla XX Biennale di Venezia. Oltre i 40 anni nasce la figlia Donatella Giuntoli, futura pittrice (1941-2005). Dopo la Seconda guerra mondiale, mentre Marino era riparato in Svizzera, continua la sua vita appartata e decide di lasciare la pittura per dedicarsi alla poesia. I suoi temi comunque rimangono spesso legati alle opere del fratello: cavalli e cavalieri, il mondo del circo, i giocolieri, Pomona. Negli anni Sessanta appaiono ancora alcune opere grafiche in cui la pagina viene "graffiata" con il pennino con segni neri su sfondo bianco. Rimasta vedova, lascia Pistoia e va a vivere a Viareggio, continuando a scrivere poesie su temi come la vecchiaia, la morte, i limiti dell'essere umano, la separazione definitiva da "Lui" (scomparso nel 1980), trattati con distacco e ironia.
Nel 1990 il Comune di Pistoia ha organizzato una mostra antologica nel Palazzo Comunale (dicembre 1990-gennaio 1991); nel 2015 (7-28 novembre) - presso la Biblioteca San Giorgio di Pistoia - la mostra "Immagine Donna- da Egle Marini ai contemporanei" ha esposto diciassette opere dell'artista, normalmente non visibili al pubblico e pressoché sconosciute. A partire dal 2006 - grazie a una nuova consistente acquisizione - a Palazzo Pitti di Firenze, nella Galleria d'Arte Moderna, sono conservate cinque pitture a olio di Egle Marini, fra cui il ritratto femminile presentato alla Biennale del '36.

## Scritti
- Egle Marini, La parola scolpita, Pistoia, Artout, 2001 (a cura di Maura Del Serra)
- Egle Marini, 20 Poesie, Milano, Edizioni del Milione, 1957
- Egle Marini, Commenti poetici ispirati dalle opere di Marino, Milano, Graphis Arte-Livorno Toninelli Arte Moderna, 1975